# Клеопатра (фильм, 1917)
«Клеопатра» (англ. Cleopatra) — американский немой чёрно-белый эпический художественный фильм в жанре исторической драмы, поставленный режиссёром Джеймсом Гордоном Эдвардсом по одноимённому роману Генри Райдера Хаггарда. Главную роль Клеопатры исполнила актриса Теда Бара — одна из самых популярных кинозвёзд той эпохи. Премьера фильма состоялась 14 октября 1917 года в кинотеатре Lyric Theatre в Нью-Йорке.
Последние копии картины, как и большинство фильмов с участием Теды Бары, сгорели во время пожаров на киностудии Fox Film в 1937 году и в Музее современного искусства. Фильм внесён в список утерянных фильмов Национального комитета по сохранению фильмов США и входит в число наиболее разыскиваемых кинолент по версии Американского института киноискусства.

## Сюжет
Клеопатра, царица Египта, с помощью хитроумной уловки знакомится с Цезарем, и он становится жертвой её чар. Они планируют вместе править миром, но Цезарь умирает. Церковь хочет жизнь Клеопатры, поскольку правление распутной женщины стало невыносимым. Первосвященнику Фарону дают священный кинжал, чтобы лишить её жизни. Вместо этого он дает Клеопатре свою любовь и, когда она нуждается в деньгах, ведет её к могиле своих предков, где Клеопатра вырывает сокровище из груди мумии. С этим богатством она отправляется в Рим на встречу с Антонием. Он оставляет государственные дела и едет с ней в Александрию, где они веселятся. Антоний отозван в Рим, он женится на Октавии, но его душа жаждет Клеопатру. Антоний посылает ей сообщение, чтобы она вооружила свои корабли и встретила его в Акциуме, где они сражаются с противником. Антоний и Клеопатра побеждены и бегут в Александрию. Там они попадают в плен к Октавиану, и Антоний умирает на руках Клеопатры. Прежде чем Клеопатру протащат за колесницей Октавиана, священник Фарон, никогда не перестававший её любить, приносит Клеопатре ядовитую змею, которую она с радостью подносит к своей груди и после смертельного змеиного укуса по-царски умирает с короной на голове и скипетром в руке, как и подобает правительнице Египта.

## В ролях
- Теда Бара — Клеопатра
- Фриц Лайбер — Юлий Цезарь
- Тёрстон Холл — Марк Антоний
- Алан Роско — Фарон
- Хершел Майял[англ.] — Вентидий
- Дороти Дрейк — Чармиан
- Делле Дункан — Ирас
- Генри Де Фриз[нем.] — Октавиан Август
- Арт Экорд[англ.] — Кефрен
- Гектор Сарно[англ.] — посыльный
- Женевьева Блинн[англ.] — Октавия
- Эдит Эммонс — танцовщица (в титрах не указан)

## Предыстория и замысел
К началу 1917 года киноиндустрия США входила в период укрупнения студий и роста амбиций: на фоне мировой войны и политических перемен формировались новые производственные и прокатные структуры, а Fox объявляла о планах «роскошных постановок» на год вперёд; внутри студии «Клеопатру» рассматривали как проект класса de luxe. На этом фоне рос интерес к масштабным историческим картинам: от итальянских зрелищ с гигантскими декорациями до американских эпопей — от «Рождения нации» (1915) до «Нетерпимости» (1916). Культурная «матрица» фильма определялась многовековой рецепцией образа Клеопатры: от Плутарха, который подчёркивал не столько «непревзойдённую красоту», сколько «неотразимую прелесть» её присутствия и ума, до шекспировского «Антония и Клеопатры», закрепившего за царицей статус чувственного и опасного символа древности. Студийные ожидания подпитывались именно этим «шекспировским» обликом — экзотической соблазнительницы, властно влияющей на мужчин и «пожирающей» пространство кадра. В производственной политике Fox преобладали мелодрамы, вестерны и комедии, однако периодически запускались и «социальные» или престижные картины; одновременно в отрасли спорили о рентабельности дорогостоящих эпосов (на фоне опыта «Нетерпимости», «Цивилизации» (1916) и «Дочери богов» (1916)). Внутри компании Фокс выбирал истории по принципу «запоминаемости» — по собственному признанию, оставляя те сюжеты, которые «держались в памяти через часы» после прослушивания синопсисов. В качестве литературной основы «Клеопатры» Fox использовала как шекспировские пьесы («Антоний и Клеопатра», «Юлий Цезарь»), так и роман Генри Райдера Хаггарда «Клеопатра» (1889); права на книгу к тому времени истекли, что делало её привлекательной с коммерческой точки зрения. К 1916—1917 годам студия уже эксплуатировала «восточную экзотику» Хаггарда: вышел фильм «Она» (1917) с Валеской Сурат (1917) про его одноимённому роману.
По воспоминаниям сотрудников, инициатором экранизации могли стать как жена главы студии Уильяма Фокса Ева Фокс, так и сама Теда Бара, давно мечтавшая о роли «мистической чародейки»; монтажёр Хетти Грэй Бэйкер настояла на сохранении названия «Клеопатра». Подготовленный Энн Максвелл синопсис скептически оценивал роман Хаггарда как «исторически точный», но «не ориентированный на широкую публику»: фабула сосредоточена на персонаже Гармахисе, а «любовь и предательство Клеопатры» занимают лишь треть повествования. При этом Максвелл отмечала «устойчивость» популярного образа Клеопатры и даже предлагала кандидатуру Берты Калиш; однако студия связала проект именно с Барой, чью «природную внешность» пресс‑материалы описывали в духе вымышленной египетской легенды («дочь арабских родителей, рождённая в тени Сфинкса»). В глазах Уильяма Фокса «Клеопатра» задумывалась прежде всего как витрина для суперзвезды: роль давала Баре возможность соединить амплуа «женщины-вамп» с историческим величием, продемонстрировать роскошные костюмы и масштабные зрелища под руководством Джона Гордона Эдвардса, уже имевшего опыт костюмных постановок с актрисой («Ромео и Джульетта» (1916), «Возлюбленная Парижа[англ.]» (1917)). Сама Бара называла утверждение на роль «осуществлением одной из своих величайших мечтаний».

## Сценарий
Ранние сценарии для фильмов с участием Теды Бары часто писала Мэри Мурильо, подготовившая шесть историй специально для актрисы. По данным журнала Motography,только за один год работы в студии Fox она создала сценарии для 25 полнометражных фильмов.

## Бюджет
Объявленный бюджет фильма составил 250 000 долларов; готовая картина должна была длиться около семи бобин плёнки, что немного превышало час экранного времени.

## Рекламная компания
Рекламная кампания стартовала в начале мая 1917 года и позиционировала проект как «роскошный» и «уникально подходящий» под дарование актрисы: «Величайшая чародейка экранов в роли величайшей чародейки истории» — писал Motion Picture News; подчеркивалось и «знакомство Бары с историческим материалом», и репутация Эдвардса как постановщика «некоторых из величайших зрелищ» студии. Образ Клеопатры в интерпретации студии описывался как воплощение исторической легенды — утончённая и культурная женщина с «неограниченными амбициями», остроумием и дерзким характером. «Никогда ещё актрисе не доставался проект, лучше подходящий для демонстрации её универсальности», также отмечалось в Motion Picture News. Fox в рекламных материалах утверждала, что Клеопатра, по версии Бары, была полностью греческого происхождения, родом из Македонии, «где женщины светловолосы и голубоглазы». Однако актриса сознательно выбрала иной образ, основываясь на популярном представлении о царице как о брюнетке с тёмными глазами, что повлияло на её макияж и грим.

## Сохранившиеся фрагменты фильма
На протяжении многих десятилетий считалось, что от этого фильма сохранилось лишь несколько секунд. Долгое время единственным известным фрагментом картины был около 20‑секундный отрывок, находящийся в фондах Музея Джорджа Истмана. Этот материал, демонстрирующий крупные планы актрисы в её знаменитом образе египетской царицы, был известен киноведам ещё в XX веке и использовался в документальных фильмах о немом кино. В силу своей уникальности он оставался единственным визуальным источником, позволявшим судить о стилистике и масштабах утраченного эпоса.
В августе 2023 года произошло важное открытие. Исследователь и коллекционер старых фильмов Джеймс Феннелл, владелец YouTube‑канала Old Films and Stuff, приобрёл на онлайн‑аукционе eBay антикварный кинопроектор в комплекте с несколькими катушками плёнки. При просмотре одной из катушек он обнаружил примерно 40‑секундный отрывок, который опознал как фрагмент фильма «Клеопатра» 1917 года. В найденном материале сохранились кадры с Тедой Барой в её жемчужном нагруднике и характерном макияже, крупные планы, а также сцены с массовкой на фоне масштабных декораций, воссоздающих архитектуру Древнего Египта. Феннелл оцифровал плёнку и опубликовал её на своём канале.
В марте 2025 года австралийский коллекционер и юрист Николас Инглис сообщил об обнаружении нового фрагмента из «Клеопатры». Сначала он заметил в группе «Lost Cleopatra» на Facebook изображение, размещённое одним из участников форума, который пытался определить происхождение найденной плёнки. Это была не просто фотография, а серия кадров, вероятно отксерокопированный или сфотографированный фрагмент мутной киноплёнки. Инглис установил, что кадры принадлежат оригинальной киноплёнке и соответствуют стилю и костюмам Теды Бары; на основании количества кадров и предполагаемой стандартной скорости проекции (обычно 16 кадров/сек) он оценил длительность найденного материала примерно в полминуты.